# Relais 4 × 400 mètres féminin aux championnats du monde d'athlétisme en salle 2018
Pour un article plus général, voir Championnats du monde d'athlétisme en salle 2018.
Navigation
2016 2020
L'épreuve du relais 4 × 400 mètres féminin des championnats du monde en salle 2018 se déroule les 3 et 4 mars 2018 à la Barclaycard Arena de Birmingham, au Royaume-Uni.

## Engagés
10 nations participent à l'épreuve du relais 4 × 400 mètres :
- États-Unis
- Italie
- Jamaïque
- Kazakhstan
- Nigeria
- Pologne
- Portugal
- Tchéquie
- Royaume-Uni
- Ukraine

## Résultats

### Finale
| Rang               | Couloir | Pays        | Athlètes                                                                                      | Temps   | Notes |
| ------------------ | ------- | ----------- | --------------------------------------------------------------------------------------------- | ------- | ----- |
| Médaille d'or      | 5       | États-Unis  | Quanera Hayes, Georganne Moline, Shakima Wimbley, Courtney Okolo                              | 3:23.85 | CR    |
| Médaille d'argent  | 1       | Pologne     | Justyna Święty-Ersetic, Patrycja Wyciszkiewicz, Aleksandra Gaworska, Małgorzata Hołub-Kowalik | 3:26.09 | NIR   |
| Médaille de bronze | 3       | Royaume-Uni | Meghan Beesley, Hannah Williams, Amy Allcock, Zoey Clark                                      | 3:29.38 | SB    |
| 4                  | 4       | Ukraine     | Tetyana Melnyk, Kateryna Klymiuk, Anna Yaroshchuk-Ryzhykova, Anastasiya Bryzhina              | 3:31.32 | SB    |
| 5                  | 2       | Italie      | Raphaela Boaheng Lukudo, Ayomide Folorunso, Chiara Bazzoni, Maria Enrica Spacca               | 3:31.55 | NIR   |
|                    | 6       | Jamaïque    | Tovea Jenkins, Janieve Russell, Anastasia Le-Roy, Stephenie Ann McPherson                     | DQ      | 218.4 |

### Séries
| Rang | Série | Couloir | Pays            | Athlètes                                                                            | Temps   | Notes |
| ---- | ----- | ------- | --------------- | ----------------------------------------------------------------------------------- | ------- | ----- |
| 1    | 1     | 5       | États-Unis      | Quanera Hayes, Joanna Atkins, Georganne Moline, Raevyn Rogers                       | 3:30.54 | Q     |
| 2    | 2     | 3       | Jamaïque        | Janieve Russell, Dominique Blake, Tiffany James, Anastasia Le-Roy                   | 3:32.01 | Q, SB |
| 3    | 2     | 5       | Ukraine         | Tetyana Melnyk, Kateryna Klymiuk, Yana Kachur, Anastasiya Bryzhina                  | 3:32.06 | Q, SB |
| 4    | 2     | 4       | Pologne         | Małgorzata Hołub-Kowalik, Joanna Linkiewicz, Natalia Kaczmarek, Aleksandra Gaworska | 3:32.07 | q, SB |
| 5    | 1     | 4       | Grande-Bretagne | Amy Allcock, Anyika Onuora, Hannah Williams, Meghan Beesley                         | 3:32.57 | Q, SB |
| 6    | 1     | 6       | Italie          | Raphaela Boaheng Lukudo, Ayomide Folorunso, Chiara Bazzoni, Maria Enrica Spacca     | 3:32.62 | q, SB |
| 7    | 2     | 2       | Tchéquie        | Martina Hofmanová, Marcela Pírková, Tereza Petržilková, Lada Vondrová               | 3:34.90 | SB    |
| 8    | 2     | 6       | Portugal        | Filipa Martins, Cátia Azevedo, Rivinilda Mentai, Dorothé Évora                      | 3:35.43 | NR    |
| 9    | 1     | 3       | Kazakhstan      | Svetlana Golendova, Elina Mikhina, Lyubov Ushakova, Adelina Akhmetova               | 3:40.54 | SB    |
|      | 1     | 2       | Nigeria         |                                                                                     | DNS     |       |

## Légende
Records et Performances
- AR : Record continental (area record)
- CR : Record des championnats (championship record)
- MR : Record du meeting (meet record)
- NR : Record national (national record)
- OR : Record olympique (olympic record)
- PR : Record paralympique (paralympic record)
- PB : Record personnel (personal best)
- SB : Meilleure performance personnelle de la saison (season's best)
- WL : Meilleure performance mondiale de l'année (world leader)
- WJR : Record du monde junior (world junior record)
- WR : Record du monde (world record)

Circonstances et Conditions
- DNF : N'a pas terminé (did not finish)
- DNS : N'a pas pris le départ (did not start)
- DQ : Disqualification (disqualification)
- NM : Aucun essai valable enregistré (No Mark)
- Q : Qualifié « directement » au prochain tour (ou à la prochaine compétition), lors d'une compétition majeure, grâce au classement ou à la réalisation des minima (automatic qualifier)
- q : Qualifié au prochain tour (ou à la prochaine compétition), lors d'une compétition majeure, grâce au repêchage ou à la réalisation de l'une des meilleures performances parmi celles des « non qualifiés directement » (grâce au meilleur temps ou à la meilleure distance par exemple) (secondary qualifier)